# New South China Mall
New South China Mall (en chino: 新华南MALL, pinyin: xinhuánán MALL) Es el centro comercial más grande del mundo, ubicado en la ciudad-prefectura de Dongguan, Provincia de Cantón, República Popular China. El primero en superficie bruta alquilable y el segundo en área, el primero lo ocupa el Dubai Mall. Es llamado centro comercial muerto, ya que el 99% está vacío desde su apertura en 2005.

## Información general
El centro comercial fue construido en tierras anteriormente utilizadas para la agricultura del Distrito Wanjiang. El proyecto fue encabezado por Hu Guirong , que se convirtió en un multimillonario en la industria de los Fideos instantáneos.
El centro contiene espacio suficiente hasta para 2.350 locales en aproximadamente 659.612 m² de superficie.
El centro comercial cuenta con siete zonas de modelo de ciudades, países y regiones incluyendo Ámsterdam, París, Roma, Venecia, Egipto, el Caribe y California. Las características incluyen una réplica de 25 metros del Arco de Triunfo, una réplica de la campana de San Marcos de Venecia, un canal de 2,1 kilómetros con Góndolas y uno de 553 metros en interiores y exteriores montaña rusa
Desde su inauguración en 2005, el centro comercial ha sufrido una falta grave de los ocupantes. El 99% de centro comercial está vacío. Las únicas zonas ocupadas del centro comercial se encuentran cerca de la entrada, donde varias cadenas occidentales de comida rápida se encuentran, y una estructura de estacionamiento reutilizado como una pista de carreras de karts.

### Defectos
Existen muchos defectos en la ubicación del centro comercial. El centro comercial está situado en la ciudad de Dongguán, donde es prácticamente accesible sólo en coche o autobús, haciéndolo inaccesible para un gran porcentaje de la población. Dongguán no tiene un aeropuerto, ni tampoco existen carreteras adyacentes a la ubicación del centro comercial.
Originalmente llamado "South China Mall", el centro fue rebautizado como "New South China Mall, Living City" en septiembre de 2007.